# Anthony Gatto
Anthony Gatto (echte naam: Anthony Commarota) (Manhattan, 14 april 1973) is een Amerikaanse jongleur en wordt door experts beschouwd als de beste jongleur van de wereld. Toen hij 8 jaar oud was won hij de gouden medaille op de "International Juggle Competition" waar hij moest jongleren naast beroepsjongleurs en verscheen toen voor de eerste keer in het Guinness Book of World Records. Sindsdien reist Anthony Gatto de wereld rond en treedt op met bekende namen en organisaties als Cirque du Soleil, Melinda First Lady of Magic en het Walt Disney Circus.

## Records
Hieronder volgt een overzicht van Gatto's huidige records.
Ringen
- 8 ringen gedurende 1 minuut en 17 seconden in 1989.[3]
- 9 ringen gedurende 235 worpen in 2005.[3]
- 10 ringen gedurende 47 worpen in 2005.[3]
- 11 ringen gedurende 17 worpen in 2006.[3]
- 12 ringen gedurende 12 worpen in 1993.[3]

Kegels
- 6 kegels gedurende 7 minuten en 38 seconden in 2005.[3]
- 7 kegels gedurende 4 minuten en 23 seconden in 2005.[3]
- 8 kegels gedurende 16 worpen in 2006.[3]

Ballen
- 7 ballen gedurende 10 minuten en 12 seconden in 2005.[3]
- 8 ballen gedurende 1 minuut en 13 seconden in 2006.[3]
- 9 ballen gedurende 54 seconden in 2006.[3]

## Prijzen
- Gouden Clown - Festival International du Cirque de Monte Carlo
- Gouden medaille - Fuenta Gasga Circus Festival - Mexico
- Gouden medaille - Les Olympiads du Cirque - België
- Gouden medaille - Golden Circus Festival - Italië
- Gouden medaille - Festival Mondial - Parijs